# ロチェスター地下鉄
ロチェスター地下鉄（Rochester Subway、略称RSB）は、アメリカ合衆国ニューヨーク州ロチェスター市に存在していた地下鉄路線。

## 概要

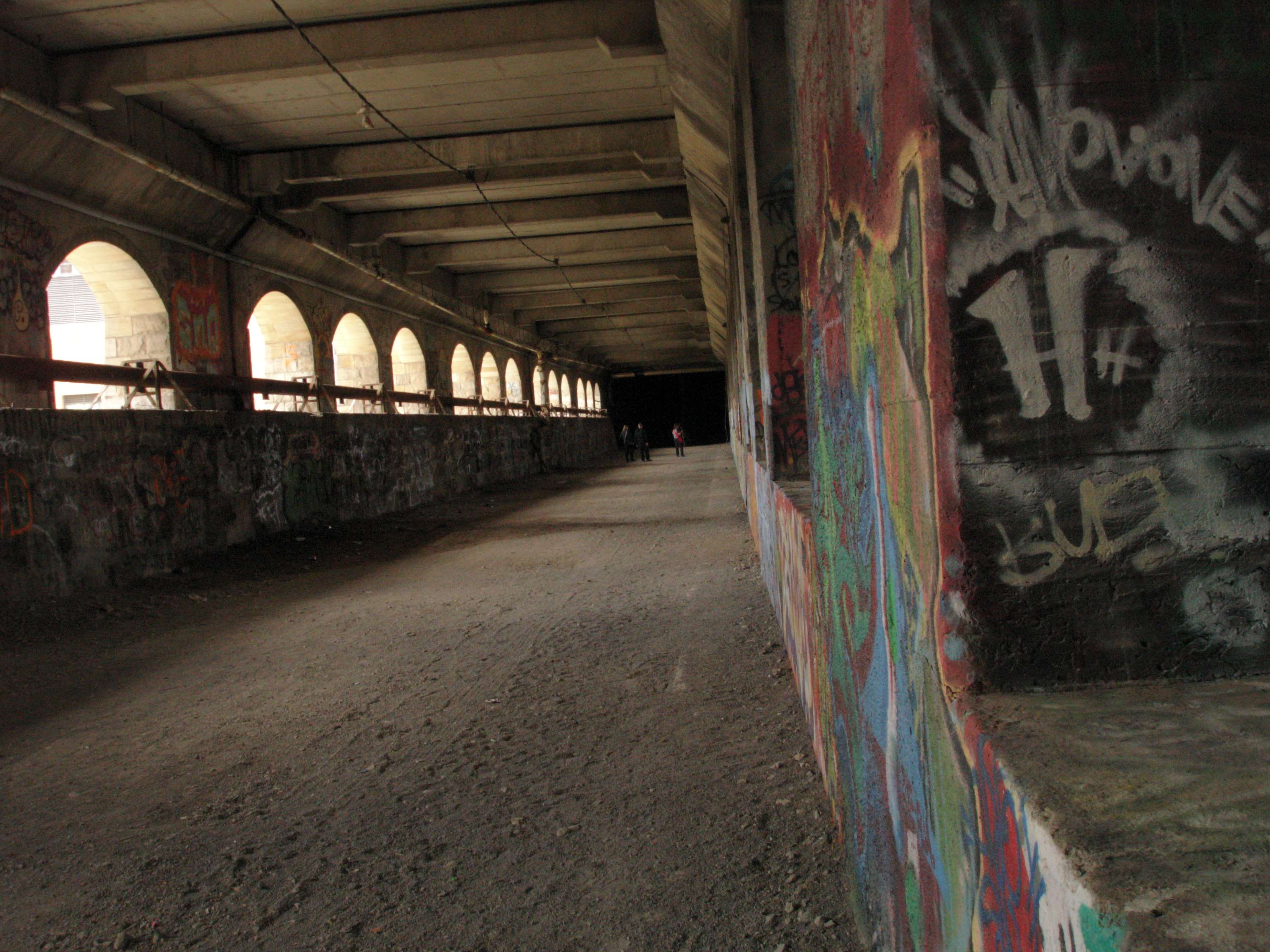
ブロード・ストリートの水道橋は地下鉄トンネルの一部として使われていた

1928年開業。ボストンのグリーンラインと同様、それまで市内を走っていた路面電車を地下化したものであり、車両も路面電車タイプであったが、路面電車路線のみならず、ニューヨーク州内のインターアーバン路線とも接続していた。日本の地下鉄直通運転や、フランスのRERの原型ともいえる。
ロチェスター地下鉄は、1900年のルート変更により使用されなくなったエリー運河の跡地にトンネル躯体を埋め込むことで建設された。この手法は完成しなかったシンシナティ地下鉄でも用いられている。トンネルの上はブロード・ストリートという通りになったが、地下構造になったのは都心部の数マイルで、残りの部分は河床部分に立体交差の軌道が敷設されるという構造であった。
開業3年後の1931年、インターアーバン路線の廃止に伴い直通運転を終了。その後は主に通勤客の輸送に用いられ、第二次世界大戦期には4両編成の電車も運行された。しかし旅客の減少が続いたことや、路線の東側半分をロチェスター都心部を避けて建設されることになった高速道路の接続道路にしたいという思惑もあり、1956年に全線廃止となった。
ロチェスター地下鉄はインターアーバンとの直通運転を念頭において建設されたことから、貨物輸送を考慮した構造になっていた。そのため、残る西側半分に関しては、貨物鉄道の市内乗り入れの引込み線として使用が続けられ、ゼネラルモーターズやガネット社の貨物輸送用として1996年まで存続した。
ロチェスターには高速鉄道の計画がいくつか存在するが、それらはこの廃止になった地下鉄トンネルを再利用するものである。他にも地下鉄トンネルの地下歩道化などが検討されている。

## 地下鉄が廃止された他の例
他の地下鉄廃止例としては、ロンドン地下鉄での例がある。多くは路線の再編により旧線を廃棄したものであり、例えばノーザン鉄道の初代始発駅であるキングウィリアムストリート駅は、テムズ河底のトンネル部分に急カーブと勾配があったため、開業後数年でトンネルを掘りなおし駅を移転している。ほかにも、1930年代に地下鉄運営会社は住宅地開発を盛んに行い、インターアーバン路線をロンドン郊外へと延伸した。これらのうちいくつかがその後に廃止されている。だが、都心部で代替路線への更新を伴わない廃止は、世界的に見ても珍しい事態であった。